# Élections au Liechtenstein

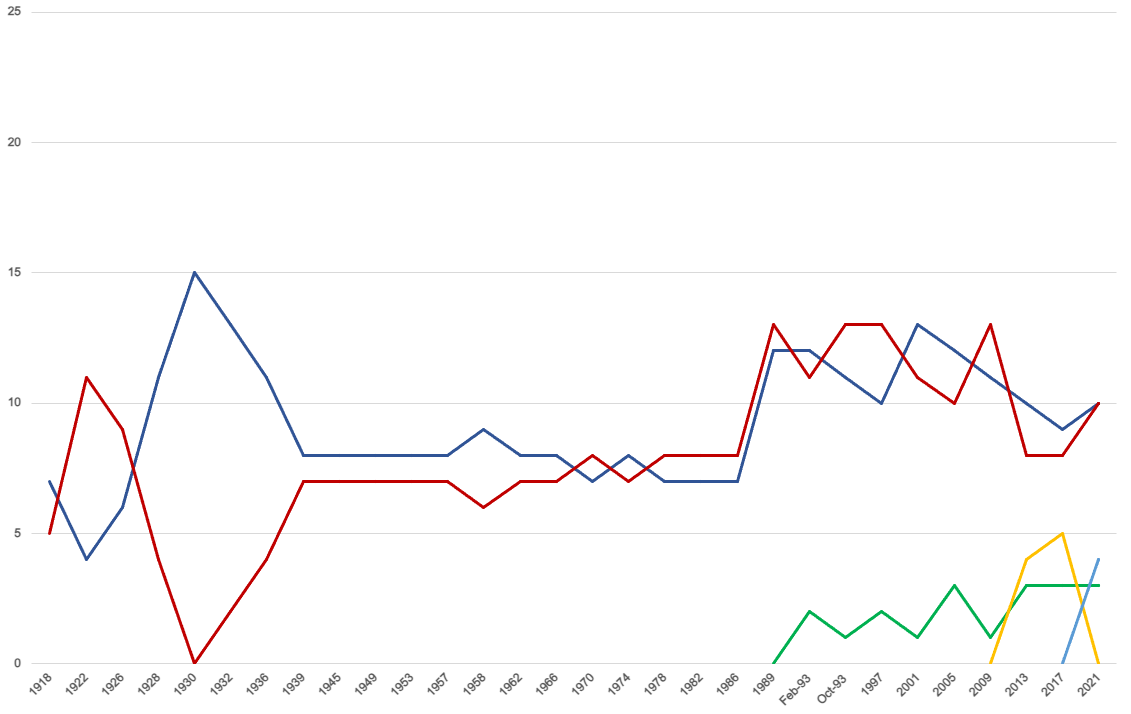
Graphique linéaire indiquant la part des sièges des partis politiques au Liechtenstein par élection depuis leur formation en 1918.

Les élections au Liechtenstein visent à élire les membres de son parlement monocaméral, le Landtag. Des élections communales et des votations sont également régulièrement organisées.

## Cheminement historique
Auparavant monarchie absolue gouvernée par le Prince de Liechtenstein, le pays devient en 1862 une monarchie parlementaire en adoptant une constitution, qui fut remplacée en 1921.

### Landtag sous l'ancien régime
La législature de l'État en tant qu'institution est créée en 1818 par la monarchie. Regroupant le clergé et les municipalités, elle leur donne le droit d'être représentés par des « députés ». Le clergé choisit trois de ses membres en son sein et les maires des onze municipalités du pays sont les onze autres députés, auxquels s'ajoute un trésorier. Le parlement est convoqué par le prince une fois par an, mais ne possède aucun droit; sa fonction ne consiste qu'à approuver « avec reconnaissance » les impôts fixés pour l'année.

### Constitution de 1862
Le Landtag devient un véritable parlement monocaméral. Il est alors composé de quinze membres, douze élus au suffrage indirect et trois nommés par le Prince. Dans chaque municipalité, deux représentants par tranche de 100 habitants sont élus par les électeurs de plus de 24 ans au suffrage universel masculin, formant un collège électoral. Ce dernier procède ensuite à l'élection des douze députés au scrutin majoritaire uninominal public. L'ensemble des députés sont indépendants, aucun parti n'existant jusqu'en 1918. Leur mandat est de quatre ans. Seuls les électeurs pouvant être éligibles, les femmes ne peuvent pas être élues députés. Le Liechtenstein devient le premier pays à rendre le vote obligatoire sous peine d'amende.
Bien que le parlement ne puisse pas choisir le chef du gouvernement et ne possède pas encore la totalité du pouvoir législatif, il en exerce l'essentiel. Il participe à la création des lois, vote les impôts et contrôle l'administration de l'état, à laquelle il donne ou non son accord pour la mise en œuvre de projets de grande importance.
La Constitution liechtensteinoise de 1862 met en place un état unitaire, conservant la décision faite sous la monarchie absolue de fusionner l'Oberland et l'Unterland (Haut-pays et Bas-pays). L'attachement de la population à ces deux regroupements historique entraîne la mise en place en 1878 de deux circonscriptions en épousant les contours. Sur les douze sièges soumis à élection, sept le sont alors au sein de l'Oberland, et cinq dans celui de Unterland, selon un ratio de 60:40.

### Constitution de 1921

#### Événements préalables
En 1918 ont lieu les premières élections des membres du Landtag au scrutin direct. Les sièges sont répartis au suffrage universel masculin direct et secret selon un système majoritaire. Ce changement mène à la création de deux partis, le Parti progressiste des citoyens et le Parti populaire chrétien-social, devenu en 1936 l'Union patriotique, qui dominent depuis la scène politique du pays.
L'année suivante est organisée la première consultation directe de la population. Un élément de démocratie directe institutionnalisé par la suite, faisant du Liechtenstein l'un des pays en Europe où celle-ci est la plus poussée à ce jour.

#### Nouvelle constitution
La constitution de 1921 change radicalement la manière dont sont considérées les institutions en plaçant monarchie et parlement au même niveau. Contrairement au texte de 1862, l'État est explicitement fondé sur des principes démocratiques et parlementaires. La population reçoit en outre des pouvoirs de démocratie directe très étendus.
Les pouvoirs du Parlement sont considérablement renforcés. Il choisit les juges et a désormais le droit de proposer un Premier ministre, dont le gouvernement est depuis formé via une coopération de la majorité parlementaire et du prince de Liechtenstein. Ce dernier renonce au droit de choisir trois des députés, le Landtag reposant ainsi purement sur le principe de la représentation populaire.
Le nombre de sièges du Landtag élu au suffrage universel masculin direct et secret passe donc à 15, l'Oberland et l'Unterland comportant respectivement 9 et 6 sièges. Le ratio de 60:40 est ainsi conservé. L'âge d'obtention du droit de vote est abaissé à 21 ans. Le mode de scrutin est plurinominal majoritaire. Les électeurs écrivent sur leurs bulletins de vote autant de noms de candidats proposés par les partis que de sièges à pourvoir dans leurs circonscriptions, et les candidats ayant recueilli le plus de voix sont élus

#### Passage au système proportionnel
En 1939, soumis à la pression extérieure du voisinage de l'Allemagne nazie dont la volonté est de réunir en son sein l'ensemble des populations germanophones, le gouvernement du Liechtenstein fait face à plusieurs incidents qualifiés de tentatives de coup d'État.
Le gouvernement décide d'adopter le système proportionnel et introduit un seuil de représentativité de 18 % dans la loi électorale afin de faire blocage au parti d’obédience nazie. D'autre part, une clause est introduite permettant aux partis siégeant au Landtag et réunissant au moins 80 % des sièges de procéder à la répartition des députés de la législature suivante sans organiser d'élections au suffrage direct si un nombre défini d'inscrits ne dépose pas de recours. Cette clause est utilisée en 1939, donnant lieu aux « élections silencieuses ». Les élections au suffrage direct ne reprennent qu'en 1945.
Les élections se déroulent alors au scrutin proportionnel plurinominal de liste sans panachage mais avec vote préférentiel.
Les électeurs votent en cochant le nom du candidat qu'ils préfèrent sur la liste de leur choix, et ce vote pour un candidat équivaut à un vote pour son parti. La répartition proportionnelle se fait ensuite selon la méthode du plus fort reste, en appliquant le quotient dit de Hagenbach-Bischoff, avec un seuil électoral de 18 % - seuil très élevé destiné à empêcher le Mouvement du peuple allemand au Liechtenstein, d'obédience nazie, a entrer au parlement. Les sièges attribués aux partis sont ensuite répartis à ceux de leurs candidats ayant recueilli le plus de votes en leurs noms.
Outre le passage à la proportionnelle, la gravité des événements de 1939 mène à la formation d'une coalition entre le Parti progressiste des citoyens et l'Union patriotique, qui dure de manière ininterrompue jusqu'en 1997.

#### Changements après 1945
Lors des élections législatives de 1962, le Parti chrétien social échoue à remporter un siège en ne rassemblant que 10,1 % des suffrages, ce qui provoque la déposition d'un recours auprès de la Cour constitutionnelle. Cette dernière annule la même année le seuil de 18 % de la loi électorale, le jugeant inconstitutionnel. Un nouveau seuil de 8 % est inscrit dans la constitution en 1973. Les initiatives populaires de 1992 destinées à le supprimer ont à ce jour toutes échouées.
La nouvelle loi électorale approuvée par référendum modifie également le système de vote préférentiel des scrutins : à partir des élections de 1974 les électeurs ont la possibilité de choisir non plus un seul candidat (et ainsi la liste du parti pour lequel ils souhaitent voter), mais autant de candidats au sein de cette liste qu'il y a de sièges à pourvoir dans leur circonscription. L'âge d'obtention du droit de vote est abaissé à vingt ans le 20 décembre 1969.
Après plusieurs échecs en 1971 et en 1973, les Liechtensteinois accordent le droit de vote aux femmes en 1984 via un référendum. Deux ans plus tard, une femme est élue pour la première fois au Landtag.
En 1988, après plusieurs échecs successifs du gouvernement en ce sens en 1919, 1945, 1972 et 1985, le nombre de sièges au Landtag passe au nombre actuel de 25 à la suite d'un référendum, l'Oberland et l'Unterland se voient attribuer respectivement 15 et 10 sièges. Le ratio de 60:40 est ainsi conservé.
En 2001, après plusieurs échecs par voie de votations, l'âge d'obtention du droit de vote est baissé de vingt à dix-huit ans sans que la population ne fasse recours à un référendum facultatif sur cette décision.

## Mode de scrutin actuel
Les 25 députés qui composent le Landtag sont élus pour quatre ans au sein de 2 circonscriptions, l'Oberland et l'Unterland, comportant respectivement 15 et 10 sièges.
Tous les sièges sont pourvus au scrutin proportionnel entre les listes de candidats ayant remporté au moins 8 % des suffrages exprimés au niveau national.
Les électeurs votent en cochant les noms des candidats parmi les différentes listes de noms proposés par les partis. Il y a autant de noms sur chaque liste et chaque citoyen dispose d'autant de votes que de sièges à pourvoir, et un vote pour un candidat équivaut à un vote pour son parti. La répartition proportionnelle se fait ensuite selon la méthode du plus fort reste, en appliquant le quotient dit de Hagenbach-Bischoff. Les sièges attribués aux partis sont ensuite répartis à ceux de leurs candidats ayant recueilli le plus de votes en leurs noms.
Depuis 2001, le droit de vote s'acquiert à dix-huit ans. Le vote lui-même est obligatoire. Une amende pouvant atteindre jusqu'à 20 francs suisses frappe les abstentionnistes ne présentant pas une excuse valable (déplacement, maladie, etc.). En pratique, cette amende n'est pas exigée.

## Partis et coalitions

### Partis actuels
- Le Parti progressiste des citoyens, (national-conservateur), fondé en 1918 en réaction à la formation du Parti Social-Chrétien du peuple, ancêtre de l'Union patriotique. Il défend une politique conservatrice, voire réactionnaire. Il est implanté dans les milieux agricoles et économiques et est bien ancré dans le clergé. C'est le plus vieux parti Liechtensteinois encore en activité.
- L'Union patriotique, (libéral-conservateur), née de la fusion en 1936 du Parti Social-Chrétien du peuple et d'une partie du Service liechtensteinois pour la patrie. Plus libéral, le parti est favorable à une restriction des pouvoirs du Prince de Liechtenstein pour tendre davantage vers une monarchie constitutionnelle, ainsi qu'à davantage de démocratie directe.
- La Liste libre, (centre gauche), fondée en 1985. Le parti se caractérise par une orientation sociale, démocratique et écologique.
- Les Indépendants apparus en 2013 avec à sa tête Harry Quaderer, un ancien parlementaire de l'Union patriotique. Il ne s'agit pas d'un parti au sens traditionnel du terme, Les Indépendants revendiquant pour les membres du Landtag une liberté de vote sur la base de leurs convictions personnelles, n'utilisant la structure d'un parti qu'afin de tirer parti du statut et des avantages qu'il procure. Il ne possède par conséquent pas de programme, même si lors des élections, le parti s'était engagé à rendre le logement abordable et à équilibrer le budget sans augmenter la fiscalité.
- Les Démocrates pour le Liechtenstein, parti apparu en 2018 par scission des Indépendants.

### Anciens partis
- Le Parti populaire chrétien-social (1918-1936) est le premier parti politique créé au Liechtenstein, d'origine syndicale. Il fusionne avec le Service liechtensteinois pour la patrie au sein de l'Union patriotique.
- Le Service liechtensteinois pour la patrie (1933-1936) dont une partie des membres rejoint le Parti populaire chrétien-social pour former l'Union patriotique.
- Le Mouvement du peuple allemand au Liechtenstein (1938-1945) était un parti d'obédience nazie.
- Le Parti des travailleurs et des paysans (1952-1953).
- Le Parti chrétien social (1961-1982) reçoit 10 % des voix lors des élections de 1962 mais échoue à remporter un siège au Landtag du fait du seuil de 18 %. Ayant fait appel auprès de la Cour constitutionnelle, celle-ci déclare le seuil électoral inconstitutionnel.
- La Liste non-partisane (1988-1990).

## Élections communales
Les onze communes du Liechtenstein sont chacune dotées d’un maire, d’un parlement et d’une commission de gestion, élus directement par la population pour un mandat de quatre ans. Le maire est élu au Scrutin uninominal majoritaire à deux tours. Les parlements comptent entre neuf et treize membres élus au système proportionnel. Les membres des commissions de gestion sont également répartis au système proportionnel.

## Votations
Plusieurs outils de démocratie directe sont utilisables par les liechtensteinois. Il s'agit des initiatives populaires ainsi que des référendums facultatifs d'origine populaire ou parlementaire.